# Barnkorståget

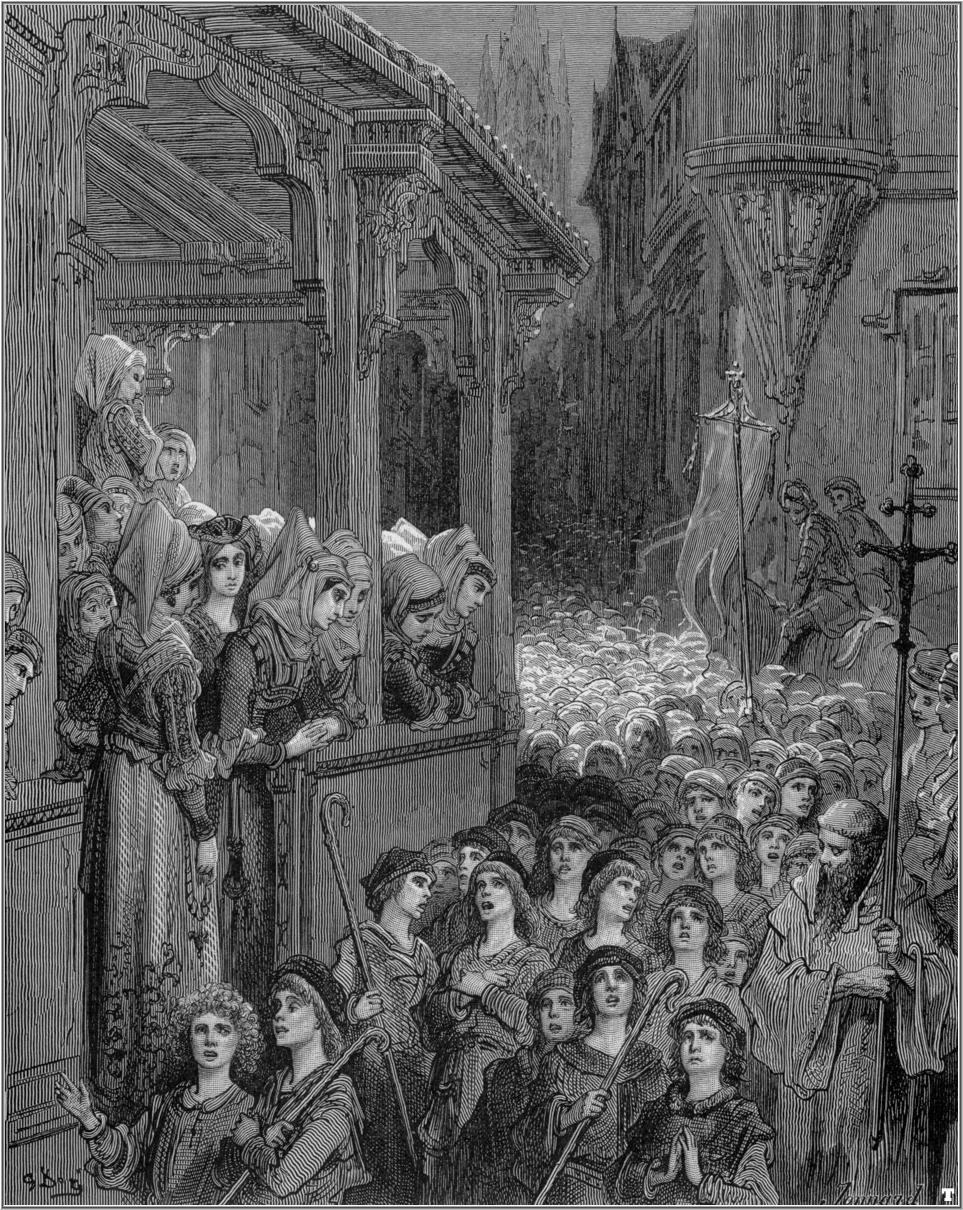
Barnkorståget enligt Gustave Doré

Barnkorståget  är enligt muntliga legender en händelse år 1212 då tusentals barn, ungdomar och vuxna från Tyskland och Frankrike företog ett obeväpnat korståg för att "befria" Det heliga landet från de "otrogna" . Skarorna upplöstes redan innan de nått Medelhavets kust. Endast ett fåtal nådde dock fram och de blev då sålda som slavar. 
Barnkorståget är troligen en uppdiktad berättelse. Det finns flera sinsemellan oförenliga berättelser om händelsen, och de närmare detaljerna debatteras bland historikerna.

## Traditionen
Den sedan länge etablerade historien om barnkorståget berättar om en pojke som, antingen i Frankrike eller Tyskland, började berätta om hur han hade mött Jesus som sagt åt honom att leda nästa korståg. Genom olika händelser lyckades han samla ett stort följe kring sig, upp till 20 000 barn, och dessa drog söderut mot Medelhavet. Pojken hade berättat att havet skulle dela sig så att de alla skulle kunna gå torrskodda till Palestina, men när detta inte skedde erbjöds de plats på sju fartyg. Men i stället för att föras till sitt mål blev barnen sålda som slavar på slavmarknader eller drunknade vid ett skeppsbrott. Modern historieforskning har visat att denna historia är en legend snarare än en historisk händelse.[källa behövs]

## Modern forskning
Det verkar som om en masshysteri har spridits i både Frankrike och Tyskland oberoende av varandra, och senare berättare har tagit för givet att skälet varit densamma.
Krönikan berättar att i Tyskland ledde en ung fåraherde, Nikolas, en grupp människor över Alperna till Italien under våren 1212. Ungefär 7 000 människor kom till Genua i slutet av augusti. Deras planer att ta sig vidare till Palestina fick ställas in när vattnet inte delade sig framför dem, och gruppen splittrades. Det verkar som om många har begett sig hem igen medan andra har tagit sig till Marseille via Rhône där de förmodligen såldes som slavar. Ingen nådde någonsin Det heliga landet.[källa behövs]
I Frankrike, berättar krönikan, var det också en ung fåraherde, Stephen de Cloyes nära byn Châteaudun som i juni 1212 hade träffat en tiggare som påstod sig vara en före detta riddare från Det heliga landet. En krönika berättar att när Stephen gav mannen en brödbit avslöjade denne att han var Kristus och gav Stephen ett brev att överlämna till Frankrikes kung. Med 30 000 människor i släptåg kom han till Saint-Denis där han utförde mirakler. Efter att ha konsulterat universitetet i Paris beordrade Filip II att de skulle bege sig hem igen. Inga källor från den tiden nämner några planer på att dessa människor planerade att befria Palestina.[källa behövs]
Senare tiders krönikörer har lagt till saker när de berättat om dessa händelser. Modern forskning har gjort det troligt att det för det första inte har rört sig om barn, åtminstone inte yngre barn. I början av 1200-talet ledde den ekonomiska lågkonjunkturen till att många bönder i norra Frankrike och Tyskland tvingades att sälja sin jord och bli kringvandrande tiggare. Dessa tiggare kallades nedsättande för pueri (latin för "barn"). 1212 lyckades två av dessa pueri, Nikolas och Stephen, övertyga många människor om att de hade haft kontakt med Jesus. Dessa kringvandrande grupper fick ett mål i tillvaron, att marschera inspirerade av en religiös kallelse. För det andra kan man inte med säkerhet säga så mycket mer än att det rör sig om händelser på två håll i Västeuropa men detaljerna kan knappast bekräftas.[källa behövs]
Flera decennier senare läste krönikörer om dessa händelser och antog felaktigt att pueri menade bokstavligen barn. Korstågen var man naturligtvis väl förtrogen med och började tala om att alla dessa barn hade varit kämpar för den rätta tron. Detta kan ses som en önskan om ett korståg, genomfört av fromma kristna inspirerade av Peter Eremiten, skulle lyckas befria Palestina, snarare än världsliga härskare som var mer intresserade av plundringståg.[källa behövs]